# Universidad Konkuk
Universidad Konkuk es una universidad privada ubicada en Seúl y Chungju. El campus de Seúl se encuentra en la parte sureste de Seúl, cerca del Río Han, y es servido por una estación de metro del mismo nombre. La universidad cuenta con la acreditación de la Consejería de Cultura y Educación de Corea del Sur. La universidad destaca la tecnología y las ciencias mayores y la investigación.

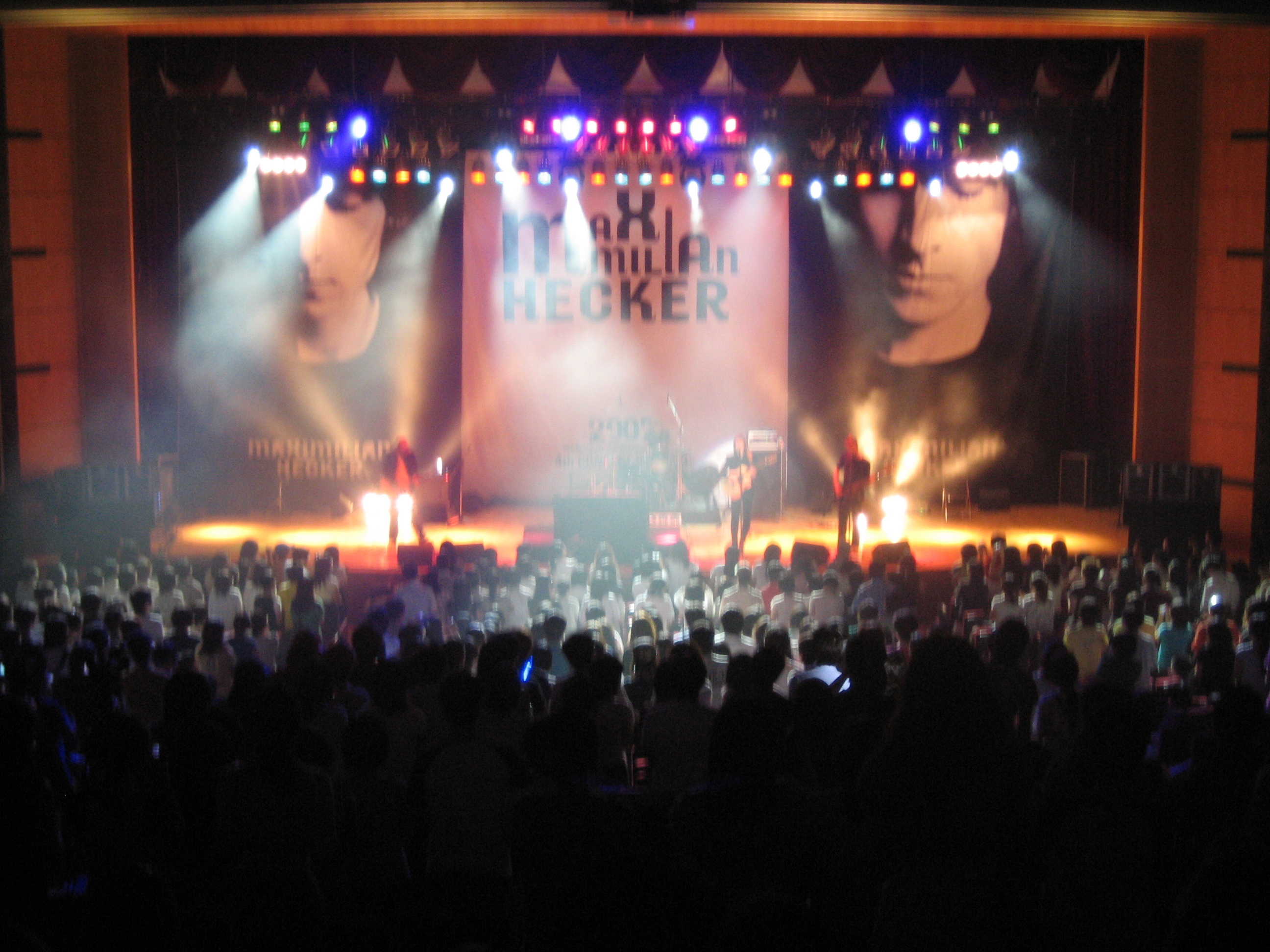
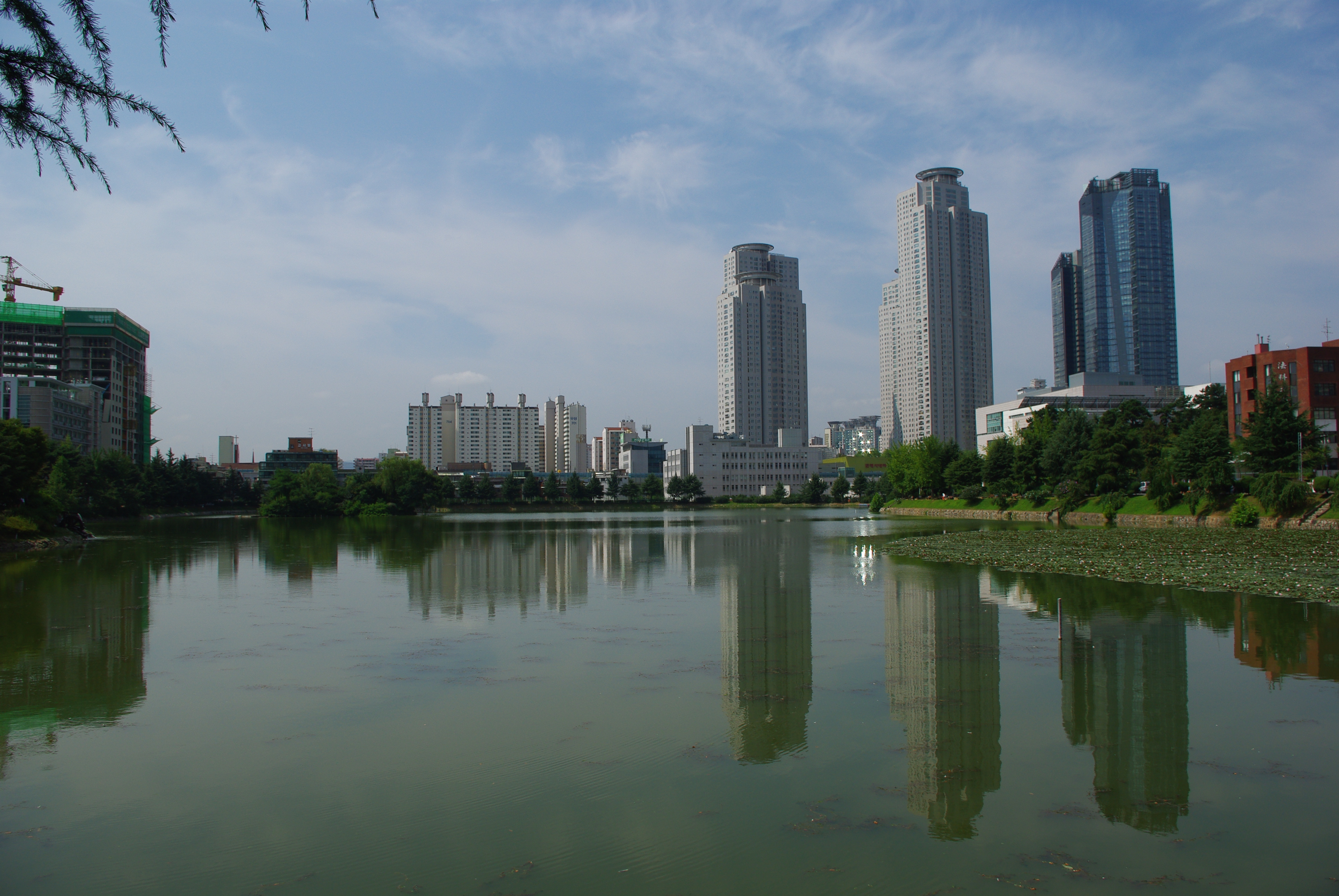
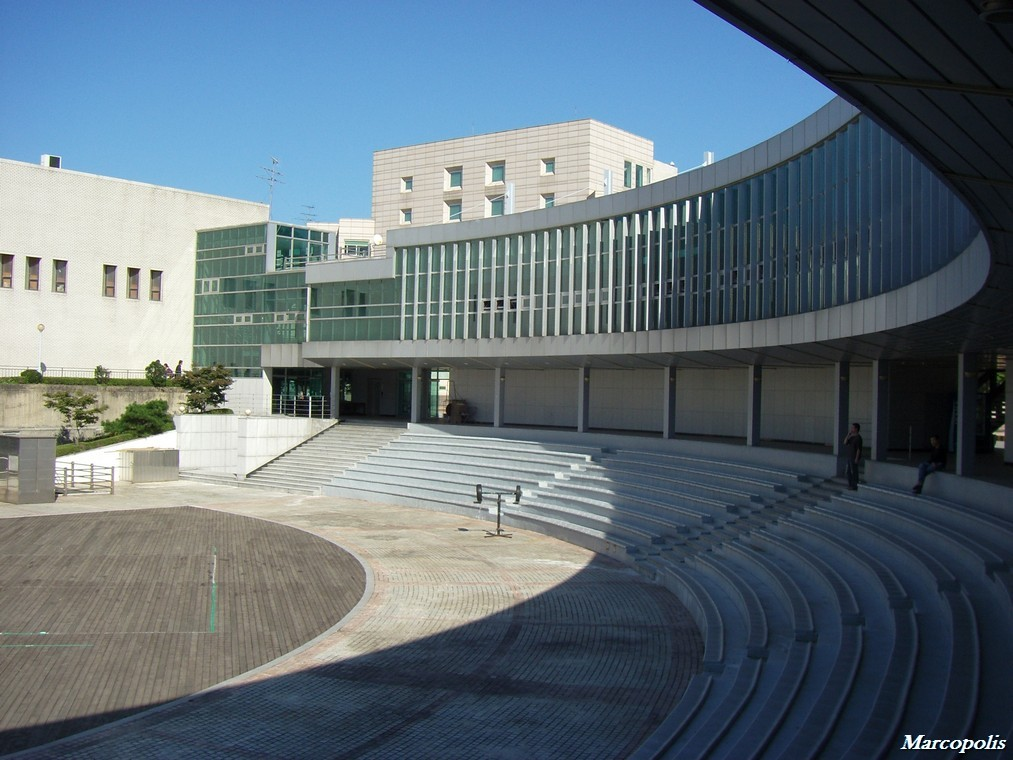

El campus de Seúl incluye quince colegios, sesenta y cuatro departamentos, y once escuelas de postgrado profesionales. El campus Chungju incluye cinco colegios, treinta y seis departamentos. Un total de 25.700 estudiantes están matriculados en estos dos campus.
Una de las características distintivas de la Universidad Konkuk es el gran número de piedras (alrededor de 1,5 metros por 2 metros) de muchos países de todo el mundo. Los ejes principales de la universidad se alinean, en cada lado, por estas piedras, cada una de las cuales cuenta con una inscripción-a menudo un lema, un poema o cita de una obra literaria, que ilustra algo importante sobre el país donante importante.
- Datos: Q41765
- Multimedia: Konkuk University / Q41765

- Wikimedia Commons alberga una categoría multimedia sobre Universidad Konkuk.